# Matouš Babka
Matouš Babka (* 2. ledna 2002, Praha) je český fotbalový brankář, který hraje za Slezský FC Opava (2024).

## Klubová kariéra
Babka je odchovanec Sparty Praha.

### FC Slavoj Vyšehrad
Do Slavoje přišel v létě 2018. V seniorských kategoriích hrál převážně za rezervu, ale připsal si i 10 startů za A-tým. Celkově zde nastoupil do 39 utkání.

### IMG Academy
3. ledna 2020 odešel do této floridské sportovní akademie, ve které byl brankářskou jedničkou kategorie U19. Jeho angažmá zde utnula pandemie koronaviru, a tak se po 3 měsících vracel zpět do Česka.

### AS Trenčín
V Trenčíně podepsal krátkodobý kontrakt v létě 2021. Prvoligový debut si připsal proti Pohroní, odchytal celý zápas, který skončil nerozhodně 1-1. Byl to jediný soutěžní zápas, co zde odchytal.

### FK Příbram
V červenci 2022 přestoupil do Příbrami. Byl zde v pozici rezervního brankáře.

### SFC Opava
3. července 2024 podepsal dvouletý kontrakt v SFC Opava.

## Zajímavosti
Babkovým otcem je bývalý basketbalista a podnikatel František Babka, který figuruje v sportovní agentuře K2K, která ho zastupuje.

## Reprezentační kariéra
Babka byl nominován na zápas kategorie U19, avšak v utkání nenastoupil.